# PGC 4799
LEDA/PGC 4799 (auch NGC 491A) ist eine Balken-Spiralgalaxie vom Hubble-Typ SBd im Sternbild Bildhauer am Südsternhimmel. Sie ist schätzungsweise 159 Millionen Lichtjahre von der Milchstraße entfernt und hat einen Durchmesser von etwa 90.000 Lichtjahren.
Im selben Himmelsareal befinden sich u. a. die Galaxien NGC 461 und NGC 491.